# Sinard
Sinard és un municipi francès situat al departament de la Isèra i a la regió d'Alvèrnia-Roine-Alps. L'any 2007 tenia 641 habitants.

## Demografia

### Població
El 2007 la població de fet de Sinard era de 641 persones. Hi havia 228 famílies de les quals 52 eren unipersonals (24 homes vivint sols i 28 dones vivint soles), 56 parelles sense fills, 104 parelles amb fills i 16 famílies monoparentals amb fills.
La població ha evolucionat segons el següent gràfic:
Habitants censats

### Habitatges
El 2007 hi havia 286 habitatges, 236 eren l'habitatge principal de la família, 34 eren segones residències i 16 estaven desocupats. 269 eren cases i 16 eren apartaments. Dels 236 habitatges principals, 169 estaven ocupats pels seus propietaris, 64 estaven llogats i ocupats pels llogaters i 3 estaven cedits a títol gratuït; 1 tenia una cambra, 7 en tenien dues, 29 en tenien tres, 68 en tenien quatre i 131 en tenien cinc o més. 199 habitatges disposaven pel capbaix d'una plaça de pàrquing. A 74 habitatges hi havia un automòbil i a 148 n'hi havia dos o més.

### Piràmide de població
La piràmide de població per edats i sexe el 2009 era:
| Homes | Edats   | Dones |
| ----- | ------- | ----- |
| 0     | 95 o +  | 0     |
| 0     | 90 a 94 | 0     |
| 8     | 85 a 89 | 4     |
| 0     | 80 a 84 | 0     |
| 8     | 75 a 79 | 4     |
| 4     | 70 a 74 | 4     |
| 16    | 65 a 69 | 8     |
| 12    | 60 a 64 | 8     |
| 4     | 55 a 59 | 4     |
| 28    | 50 a 54 | 16    |
| 24    | 45 a 49 | 20    |
| 20    | 40 a 44 | 28    |
| 32    | 35 a 39 | 32    |
| 12    | 30 a 34 | 28    |
| 24    | 25 a 29 | 8     |
| 12    | 20 a 24 | 12    |
| 24    | 15 a 19 | 28    |
| 32    | 10 a 14 | 44    |
| 24    | 5 a 9   | 28    |
| 12    | 0 a 4   | 12    |

## Economia
El 2007 la població en edat de treballar era de 435 persones, 330 eren actives i 105 eren inactives. De les 330 persones actives 309 estaven ocupades (178 homes i 131 dones) i 21 estaven aturades (4 homes i 17 dones). De les 105 persones inactives 27 estaven jubilades, 47 estaven estudiant i 31 estaven classificades com a «altres inactius».

### Ingressos
El 2009 a Sinard hi havia 236 unitats fiscals que integraven 638,5 persones, la mediana anual d'ingressos fiscals per persona era de 21.119 €.

### Activitats econòmiques
Dels 24 establiments que hi havia el 2007, 1 era d'una empresa extractiva, 2 d'empreses de fabricació d'altres productes industrials, 8 d'empreses de construcció, 5 d'empreses de comerç i reparació d'automòbils, 2 d'empreses d'hostatgeria i restauració, 1 d'una empresa d'informació i comunicació, 1 d'una empresa de serveis, 3 d'entitats de l'administració pública i 1 d'una empresa classificada com a «altres activitats de serveis».
Dels 8 establiments de servei als particulars que hi havia el 2009, 1 era un paleta, 1 fusteria, 3 lampisteries, 1 electricista, 1 empresa de construcció i 1 perruqueria.
L'únic establiment comercial que hi havia el 2009 era una botiga de menys de 120 m².
L'any 2000 a Sinard hi havia 8 explotacions agrícoles.

## Equipaments sanitaris i escolars
El 2009 hi havia una escola elemental.

## Poblacions més properes
El següent diagrama mostra les poblacions més properes.